# 中間伸和
中間伸和（なかま のぶかず、1965年9月 - ）は、日本の建築家。

## 来歴
大阪府生まれ。1989年3月 大阪工業大学建築学科 卒業。 1989年4月 株式会社エム・デー建築事務所 入社。 1995年6月 「The Bus Stop with Diamond Dust」で第三回札幌国際デザイン賞 入選。 1995年6月 渡欧・在英国。1996年 Institute for Advanced Architectural Studios - BARCELONA '96 International Architecture Studio -（国際建築スタジオ・バルセロナ '96）に参画。 1996年9月帰国。1996年11月 中間建築設計工房 一級建築士事務所 設立。 2006年 大阪府建築士会　二級建築士試験講習会 講師 
代表作に「大東の家」、 「城東の家」「東大阪の家」など。